# Intervallvektor

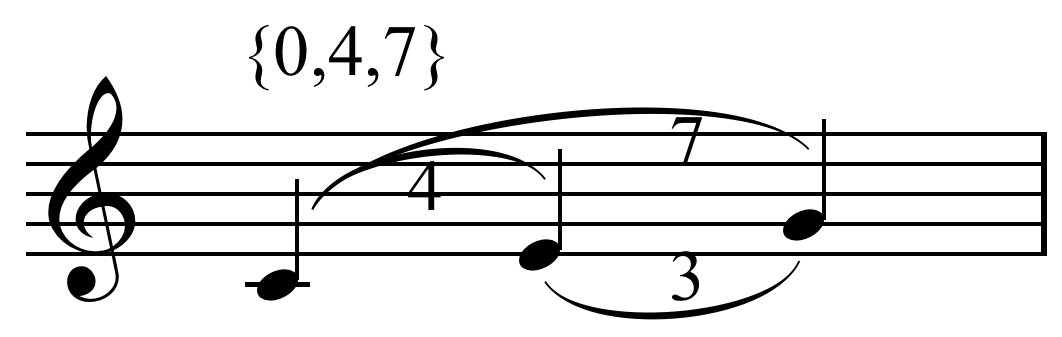
Intervallvektorbestimmung eines C dur Dreiklangs (<001110>)

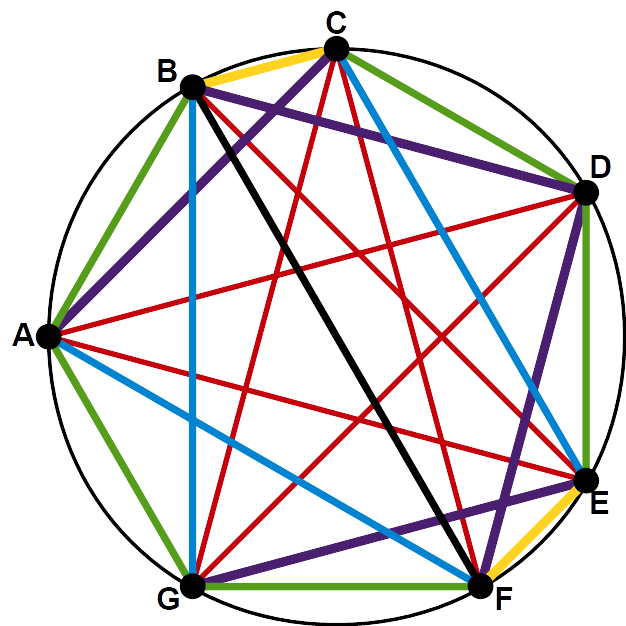
Die diatonische Menge aufgetragen auf den chromatischen Zirkel, wobei jede Intervallklasse eingezeichnet ist. Da alle unterschiedlich oft Vorkommen, hat liegt eine Menge mit der Deep Scale Property vor.

Ein Intervallvektor ist eine in der musikalischen Mengenlehre vorkommende Zahlenfolge aus natürlichen Zahlen, die die Intervallzusammensetzung einer Menge aus Tonklassen (also einer Menge von Tönen, in der Oktaven vernachlässigt werden) beschreibt. Häufig wird auch die englische Bezeichnung interval vector verwendet.
Obwohl es primär als analytisches Werkzeug verwendet wird, haben Intervallvektoren insofern einen Nutzen für den Komponisten, als dass er sofort die Qualitäten eines Klanges aufzeigt. Hat dieser einen hohen Anteil konventionell dissonanter Intervalle (wie Sekunden oder den Tritonus), ist er eher dissonant, enthält er mehr konventionell konsonante Intervalle (wie Terzen und Quarten), so ist er eher wohlklingend.

## Definition
In der zwölftönigen gleichtemperierten Stimmung besteht ein Intervallvektor aus sechs Ziffern, wobei jede die Anzahl einer bestimmten Intervallklasse in einer Menge von Tonklassen angibt. Da Intervallklassen genutzt werden, bleibt der Intervallvektor für alle Permutationen der Menge gleich. Die Intervallklasse, die jeder Ziffer zugeordnet ist, sind von links nach rechts:
- 1. Kleine Sekunden/große Septimen (1/11 Halbtonschritte)
- 2. Große Sekunde/kleine Septime (2/10 Halbtonschritte)
- 3. Kleine Terz/Große Sexte (3/9 Halbtonschritte)
- 4. Große Terz/Kleine Sexte (4/8 Halbtonschritte)
- 5. Quarte/Quinte (5/7 Halbtonschritte)
- 6. Tritonus (6 Halbtonschritte)

Intervallklasse 0 (Prime und Oktave) wird ausgelassen.
Allen Forte führte die Schreibweise <abcdef> ein, da sie Vorteile gegenüber der 1960 von Howard Hanson propagierten Schreibweise pemdncsbdatf hatte, da diese nicht auf andere Teilungen der Oktave anwendbar ist.
Ein moll Dreiklang besteht beispielsweise aus einer kleinen Terz, einer großen Terz, und einer Quart, beziehungsweise einer großen Sext, einer kleinen Sext, und einer Quinte, hat also den Intervallvektor <001110>. Da dieser sich bei Permutation nicht verändert, ist <001110> der Intervallvektor für dur und moll Dreiklang, da beide aus denselben Intervallen bestehen. Da weder durch Umkehrung noch durch Transposition des moll Dreiklangs ein dur Dreiklang produziert werden kann, spricht man von einer Z-Beziehung zwischen den beiden Klängen.
Für eine aus {\displaystyle n} Tonklassen bestehende Menge ist die Summe der Ziffern des Intervallvektors gleich der Dreieckszahl {\displaystyle T_{n-1}={\tfrac {n\cdot (n-1)}{2}}}.
Eine Menge deren Intervallvektor aus sechs unterschiedlichen Ziffern besteht, hat die sogenannte Deep Scale Property. Ein Beispiel für solch eine Menge ist etwa die diatonische Menge.